# Любань (Вілейський район)
Любань (біл. вёска Любань) — село в складі Вілейського району Мінської області, Білорусь. Село підпорядковане Любанській сільській раді, розташоване в північній частині області.